# 严灵峰
严灵峰（1904年6月19日—1999年5月1日），本名明杰，字旭，号若令，祖籍福建福州，生于连江。中国共产党早期党员，党内托派人士，后脱离中共托派组织，加入中國國民黨并成为军统特务，1949年赴臺灣，因在苏联留学时的同学关系成为蒋经国幕后高参，后成為一名学者，留下大量著述。在经史子集方面则是大家之一。

## 生平事迹

### 早年于中国共产党的经历
严灵峰原籍福州阳岐村（今属仓山区盖山镇），与嚴復同宗，出生时谱名严明杰，1919年就读于福州乌石山师范学校，1925年7月19日，严明杰经方尔灏介绍加入中国共青团，任共青团福州地委书记，1926年3月转入中国共产党。
第一次国共合作破裂后，严明杰于1927年赴莫斯科东方大学（简称东大）留学，是邓小平、杨尚昆及蔣經國的同學。其时托派学说盛行于东大，严明杰参加了托派活动，当时的联共已由斯大林主导并正在肃清托派，严灵峰险遭苏联当局流放至伯力做苦工，在邓中夏的帮助下幸免。1928年底，严明杰自东大毕业返回中国。

1931年，与王亚南开展社会学史论战，为动力派代表人物，在论战时，严明杰使用“严灵峰”作为其筆名，这也成为了他日后使用的名字。1932年任以陈独秀为首的托派组织中国共产党左派反对派的临时中央委员会委员兼宣传部长。1933年11月参加福建事变，任中華共和國人民革命政府情报处处长。

### 被俘後加入中国国民党
1934年1月，政府军队攻入福建击败主政的十九路军，严灵峰被俘，3月宣布自新并脱离中共托派组织，加入中國國民黨及军统。
1937年任军统闽北站站长，在任内捕杀了包括他以前的朋友陈希周在内的大量中共地下党员，为戴笠所欣赏。后担任重庆军统局情报处副处长兼中共科科长。1946年1月接替黄曾樾担任福州市市长，此时福州两度遭日本侵占，严灵峰任上实施了一些安抚民心的政策，翌年在家乡黄岐出资修建灵峰小学（今连江县黄岐中心小学）。
1949年到台湾，后担任中華民國駐日代表、国家安全局办公厅主任、驻港澳代表。同时担任辅仁大学哲学研究所讲座教授，兼任台湾大学哲学研究所教授。1970年10月28日上午10時右腦阻塞性中風發作，導致身體左側偏癱。1990年赴大陆讲学，担任中国东方国际易学研究院名誉院长。1999年病逝于台北市，遗言为“盼望国家早日统一”。

## 家庭
严家世代行医，严灵峰的祖父是严友贵，父亲为严道铨；夫人为陈湛芳，膝下有一子严启文、一女严启瑜，严启文育有一子严善渊。

## 著作
- 嚴靈峰. . 動力 (上海市: 上海神州国光社). 1930, 1 (2). （原始内容存档于2023-01-13）.
- 嚴靈峰. . 台北市: 中華叢書編審委員會. 1965.
- 嚴靈峰. . 台北市: 藝文出版社. 1967.
- 嚴靈峰. . 台北市: 正中書局. 1971. ISBN 957-09-0859-9. OCLC 813861216.
- 嚴靈峰.  次版. 台北市: 藝文印書館. 1972.
- 嚴靈峰. . 台北市: 中華書局. 1975.
- 嚴靈峰. . 台北市: 成文出版社. 1980.